# La Casa Nova de can Pere Torn

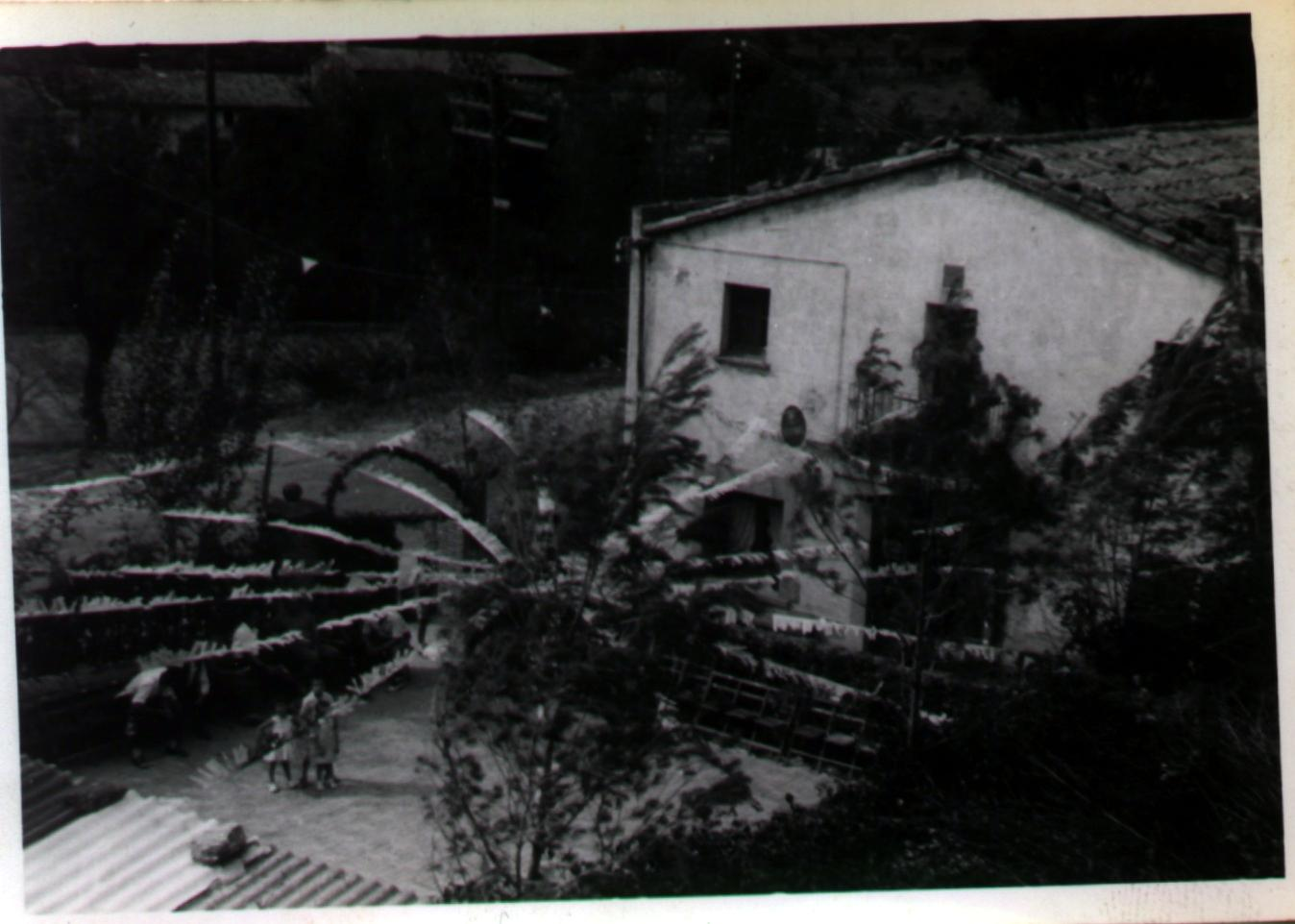
Any 1950

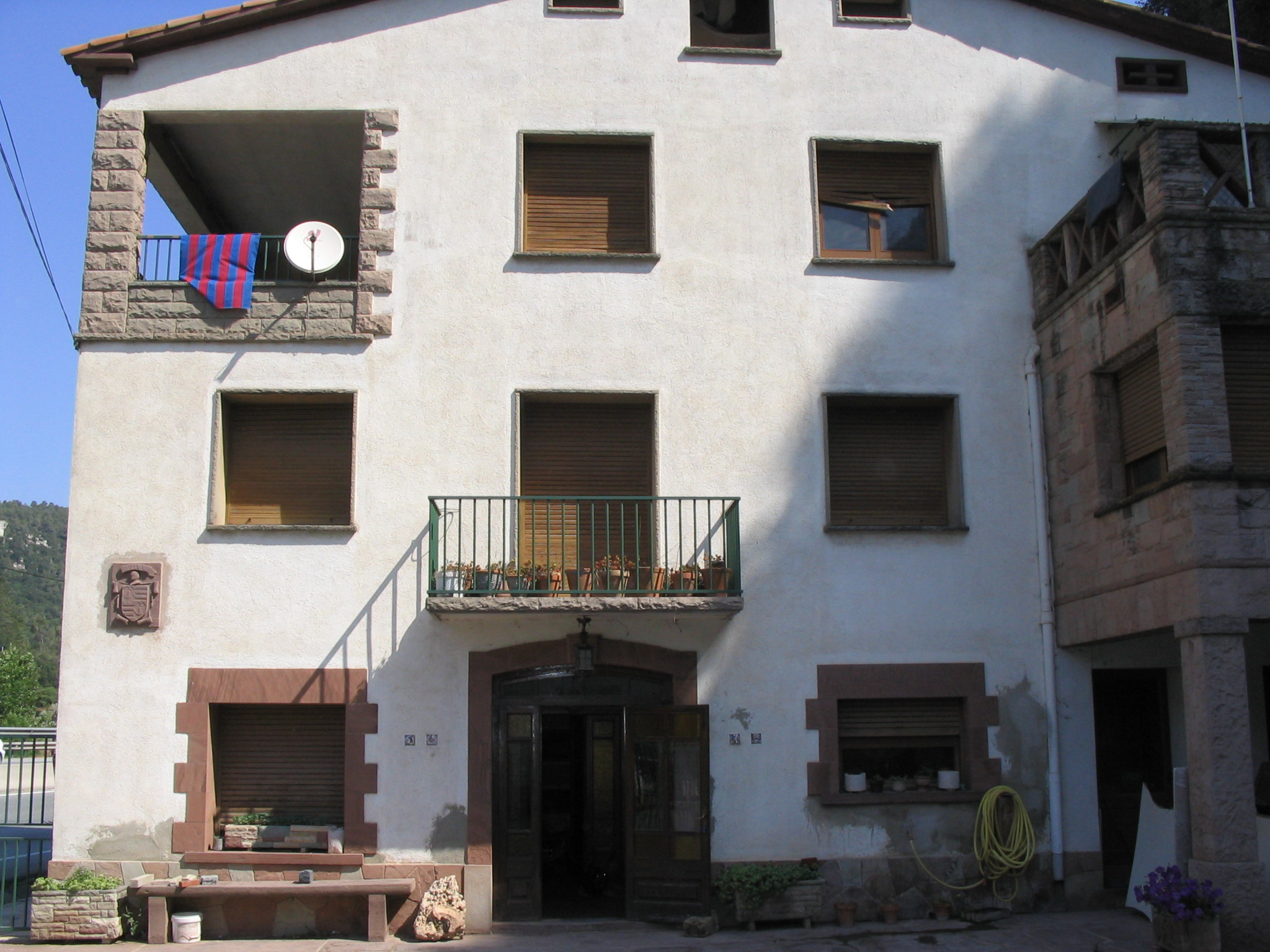
Any 2005

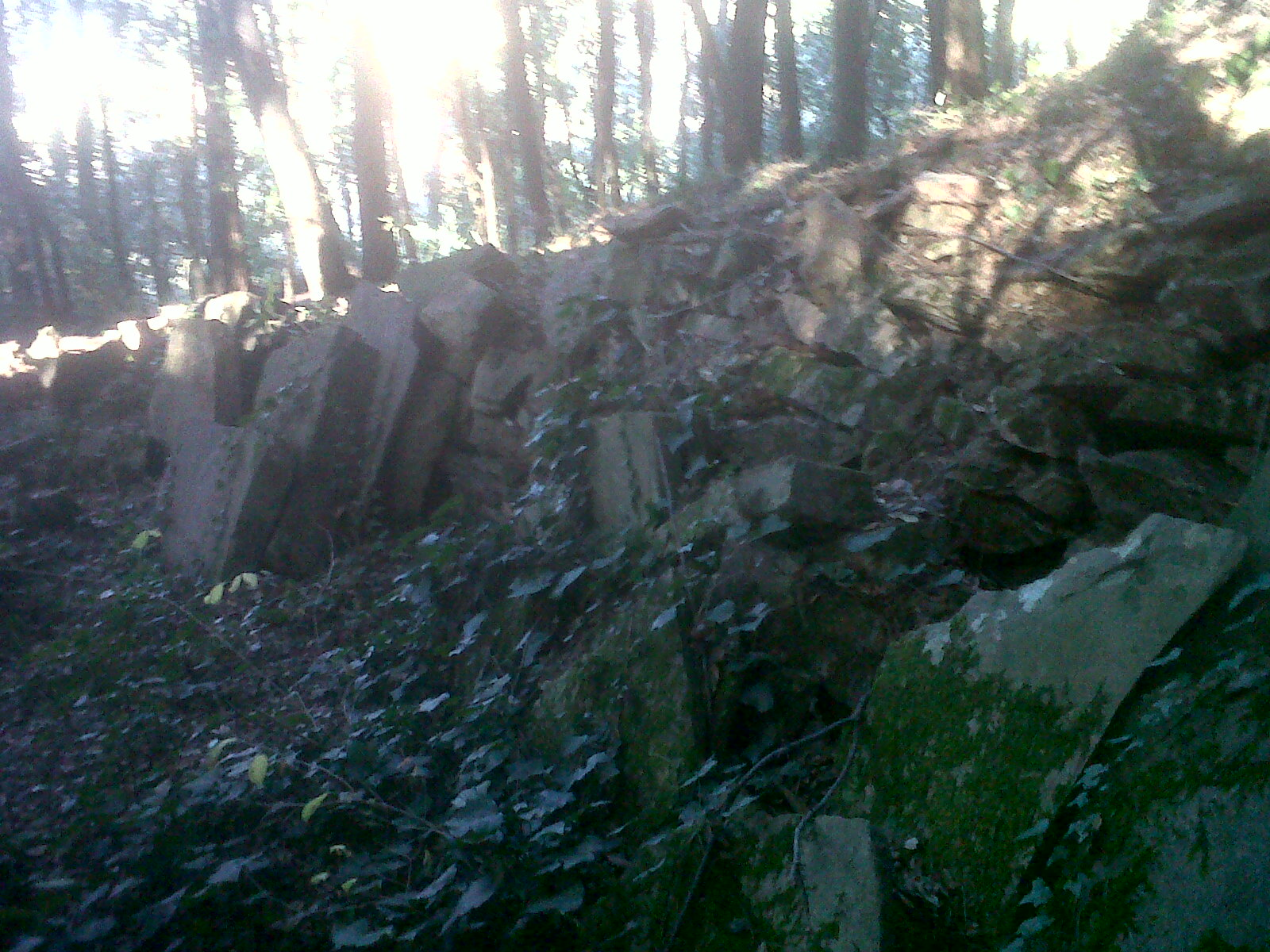
Antiga Pedrera Blanca de La Casa Nova

La Casa Nova de can Pere Torn - La Casa Nova, és un mas del vilatge de les Casetes del Congost, a Santa Eugènia del Congost, municipi de Tagamanent (Catalunya).

## Descripció
La masia de La Casa Nova de can Pere Torn estava datada l'any 1888, i era situada ran la banda de Llevant de la C-17, al punt quilomètric 43,800 a l'antiga carretera de Ribes a Santa Eugènia del Congost, al nord del mas Pereres del Pla i a ponent del mas Santaeugènia.
És esmentada en una obra cabdal per conèixer la toponímia de Tagamanent.

## Història
Els primers esments són els d'una petita masia anomenada Cal Músich Nou. L'any 1888 però, una part de la Família Vila-Torn baixà al fons de la Vall procedents de Can Pere Torn del Serrat i s'hi establiren mitjançant atorgament de n'Antònia Santaeugènia Montblanch a en Josep-Arnau Vila Prat el 9 de juliol de 1890, esdevenint d'ençà, La Casa Nova de can Pere Torn, la continuació i l'engrandiment de l'heretatge agrari de Can Pere Torn del Serrat.
La Casa Nova també va ésser l'Hostal vora l'antiga carretera de Ribes en el decurs de molts anys, van ser diverses generacions, en Josep-Arnau i na Casilda, en Jacint i na Dolors, en Josep i na Rosa i na Tia Pilar.
La Casa Nova al segle xx fou l'indret on es feia la Festa Major de Santa Eugènia del Congost cada any. També va ser la botiga de queviures i la centraleta telefònica de Na Pilar Vila Sans (l'entranyable Tia Pilar).
La Família Vila-Torn es dedicava al conreu de la vinya, activitat que desenvolupaven segons documentació que ens ha arribat fins als nostres dies, d'ençà com a mínim el 1680 quan el jove Pere Torn endegà la nissaga familiar "L'Heretat agrària de can Pere Torn del Serrat", en diferents indrets de Tagamanent (primerament a les feixes de can Pere Torn del Serrat, després a les de La Casa Nova de can Pere Torn i des del 1858 també a la vinya de 2 quarteres i 6 quartans al nord del mas Torra del Congost a l'altra banda del riu Congost) i de la comarca (Samalús, Parets)
Cal tenir en compte que es produïen una mitjana de 300 càrregues de vi anuals a tota la Vall del Congost, per tant el pes econòmic d'aquest cultiu era molt important per tots els masos de Tagamanent.
La crisi ocasionada per la fil·loxera arribada des d'Amèrica del Nord a finals del segle xix i la consolidació de la industrialització feren que la Família Vila deixés gradualment de cultivar-ne els seus conreus de la vinya, el que provocà l'abandonament definitiu el primer quart de segle xx, en Jacint Vila plantà pins a les feixes, canviant per sempre més el paisatge de vinyes per un bosc tupit de pi i alzina.
Així doncs, cap a l'any 1917 en Jacint Vila Roger i en Pep Vila Roger ambdós germans, endegaren l'activitat de picapedrer a les petites pedreres de La Casa Nova (la pedrera Roja, i anys després a la Blanca i del Serrat) i també a la de sota d'El Torn; el seu fill en Josep Vila Sans (en Pepet) feu el negoci gran (des dels anys 40) amb un petit obrador al costat de la masia i les petites pedreres que tenia l'empresa familiar a la finca de casa seva, convertint-ne La Casa Nova en un referent de la pedra natural a Catalunya, fins a l'any de la seva retirada laboral per motius de salut (finals dels 80). Seguiren tres generacions més, la d'en Ramon Vila germà d'en Pepet a finals dels anys 80, la d'en Ferran i Ramon Vila nebots d'en Pepet i d'en Ramon, amb unes noves magnífiques instal·lacions i maquinària d'última generació al polígon industrial del Camp dels Avellaners, des finals dels 80 i començaments dels 90 fins al 2015, any on cesaren malauradament l’activitat (Pedres i Marbres Vila, S.A.), i darrerament la d'en Josep-Àngel Vila fill d'en Pepet, refent-ne les instal·lacions i maquinària de les velles naus, des del 15 de setembre de 1992 fins a l actualitat (Pedra Natural Vila, S.L.), tot i que al maig de 2008 les naus varen ésser enderrocades per la Generalitat de Catalunya en un procés expropiatori traumàtic, il·lògic i inútil de totes totes, l’activitat la continuaren a la pedrera, tot fent llosa i bloc de gres vermell i a un punt de venda al veïnatge de Santa Eugènia del Congost.
Com s'esmenta en el paràgraf anterior, ben entrat l'any 2008 un poc afortunat projecte del Govern de Catalunya de torn,va fer passar la carretera C-17 pel damunt de la masia, desapareixent-ne la casa gran com un dels referents del mas de La Casa Nova, al seu pas per Tagamanent, així com el petit taller de pedra, ara trobem una gran paret de carreus de pedra vermella al lloc on hi havia hagut l'obrador de pedra natural (Ctra.C-17 Qm.35,800, sentit Vic), en forma de casa amb tres llums, en honor i memòria de tota la Família Vila-Torn de Tagamanent (més de quatre segles d'història a la Vall del Congost, als masos can Pere Torn del Serrat, cal Petit (Tagamanent) i La Casa Nova de can Pere Torn).

## Llibre d'Enric Garcia-Pey, Tagamanent, noms de cases i de lloc, Ajuntament de Tagamanent, any 1998
Músic Nou, cal, "Propietari Josep Vila Músich Nou" (AM.Distribució de riquesa urbana, any 1912).
Casa Nova, La, Casa de l'any 1888, coneguda i anomenada la Casa Nova de can Pere Torn. perquè va instal·lar-hi l'hostal la gent de can Pere Torn. Coneguda també de forma temporal per cal Músic, o cal Músic Nou, mentre portà l'hostal gent que procedia d'aquesta casa, i n'havien estat masovers, i més modernament hom també n'ha dit la Casa Nova d'en Vila, pel cognom de l'actual propietari, industrial prou conegut a la comarca, cosa que remarca aquesta substantivació. Situada ran de la cara de llevant de la carretera de Barcelona a Vic, després d'eixamplar-la, la casa ha quedat enganxada ran de revolt. "La Casa Nova d'en Vila, parròquia de Santa Maria". (FMT. pàg. 3).
L'Hort dels Alls, Antic conreu de la Casa Nova, darrere de la casa, terra que es guardava exclusivament per fer-hi els alls. Durant els anys trenta s'hi va fer una construcció i més endavant s'habità com a habitatge, que després vam conèixer com ca l'Andreu.
La vinya de la Casa Nova, Vinya sobre la Casa Nova, sota can Pere Torn, a la cara solella, on encara podem veure les restes escadusseres d'algunes oliveres, situades ran de les parets seques de les feixes.
La pedrera de la Casa Nova, Situada al tombant cap a l'obaga, sobre la Casa Nova i el torrent de cal Xesc, d'on sortien bones llambordes i voreres, amb la barraca encara ben conservada.
La pedrera de davant de cal Xesc, Diuen que aquesta era una bona pedrera, que es va mig explotar a base de desmontar la terra a pic per poder extreure després grans lloses, situada sobre la cara de migdia del torrent i la casa de Cal Xesc, que forma part de la finca de la Casa Nova.

## Arquitectura
Es van realitzar diverses ampliacions els anys 1888, 1928 i 1962 (es pot apreciar a les tres imatges).
L'ampliació de l'any 1928 li va costar a en Jacint Vila Roger la quantitat de 5.000 pessetes, tot un capital per aquella època. L'any 1962 en Josep Vila Sans endegà la culminació arquitectònica de La Casa Nova, acabada l'any 1966, esdevingué una masia impressionant que s'aixecava ran l'antiga carretera de Ribes al seu pas per Santa Eugènia del Congost.
Quan va desaparèixer era una masia de planta quadrada aproximadament de 10 metres x 10 metres, tenia 3 plantes d'alçada i dos annexes al vessant nord de dues plantes. Al vessant sud hi havia un petit obrador de pedra natural.

## Hereusdel Mas La Casa Nova de can Pere Torn
- Josep-Arnau Vila (s.XIX-XX)[2]
- Jacint Vila (s.XX)[2]
- Josep Vila (s.XX-XXI)[2]
- Josep-Àngel Vila (s.XXI)[2]